# Campeonato Paraense de Futebol de 2014
O Campeonato Paraense de Futebol de 2014 foi a 102ª edição da principal divisão de futebol do Pará. O campeonato se divide em duas fases, a preliminar que vai de 30 de outubro ao dia 7 de dezembro de 2013, e a principal que se inicia em 12 de janeiro e vai até o dia 8 de junho de 2014.
Os três primeiros colocados ganham vaga na Copa do Brasil de 2015, e o melhor colocado ganha vaga na Série D de 2014, exceto Paysandu e Águia de Marabá que estão garantidos na Série C.

## Regulamento

### Primeira fase
As oito equipes disputam 2 vagas para a fase principal. As equipes jogam entre si em turno único.

### Segunda fase
Na segunda fase, as 2 equipes qualificadas juntam-se a Cametá, Paragominas, Paysandu, Remo, Santa Cruz de Cuiarana e São Francisco. As equipes jogam entre si em ida (Taça Cidade de Belém) e volta (Taça Estado do Pará). Os 4 mais bem colocados em cada turno avançam para as semifinais.

### Final
Os dois campeões de cada turno se enfrentam disputando o título em duas partidas. Se o campeão do primeiro turno ganhar o segundo turno, o mesmo será declarado campeão automaticamente. Os campeões dos dois turnos, além do terceiro colocado geral terão o direito de disputar a Copa do Brasil de 2015. O melhor colocado entre os oito times ganha direito a disputar a Série D, exceto Águia de Marabá e Paysandu, que estão na Série C.

### Critérios de desempate
1. Número de vitórias
2. Saldo de gols
3. Gols marcados
4. Confronto direto
5. Sorteio

## Primeira Fase (Taça ACLEP)

### Participantes
| Equipe           | Cidade      | Em 2013              | Estádio            | Capacidade | Títulos (mais recente) | Part. |
| ---------------- | ----------- | -------------------- | ------------------ | ---------- | ---------------------- | ----- |
| Águia de Marabá  | Marabá      | 8º (Fase Principal)  | Zinho de Oliveira  | 5.000      | 0 (não possui)         | 7     |
| Castanhal        | Castanhal   | 6º (Primeira Fase)   | Modelão            | 5.000      | 2 (2009)               | 11    |
| Gavião Kyikatejê | Marabá      | 2º (Segunda Divisão) | Zinho de Oliveira  | 5.000      | 0 (não possui)         | 1     |
| Independente-PA  | Tucuruí     | 5º (Primeira Fase)   | Navegantão         | 8.000      | 0 (não possui)         | 4     |
| Parauapebas      | Parauapebas | 3º (Primeira Fase)   | Rosenão            | 5.000      | 0 (não possui)         | 4     |
| São Raimundo     | Santarém    | 4º (Primeira Fase)   | Colosso do Tapajós | 8.500      | 1 (2005)               | 9     |
| Time Negra       | Belém       | 1º (Segunda Divisão) | Mangueirão         | 45.007     | 3 (2004)               | 9     |
| Tuna Luso        | Belém       | 7º (Fase Principal)  | Souza              | 5.000      | 2 (2012)               | 8     |